# 下应街道
下应街道是中国浙江省宁波市鄞州区一个街道，因湖下应家（简称下应）而得名:220。

## 历史
唐朝时属鄮县，宋至清属手界乡，清宣统三年（1911年）属同善乡，1946年9月，设同保镇、善卫乡、高嘉乡、泾东乡，均属鄞东区，1949年5月同保镇改为同保乡，属姜山区，善卫乡、高嘉乡、泾东乡属钱湖区，1950年5月同保乡划人邱隘区，并改为下应乡，保留善卫乡，高嘉乡改为潘火乡，撤销泾东乡设立殷家乡、松下乡，属邱隘区，1956年6月，姜村乡从姜山区划入邱隘区，并和下应乡、潘火乡、善卫乡、殷家乡、松下乡合并为下应乡、潘火乡，1958年为东风（邱隘）人民公杜下应、善卫、潘火、泗港3个管理区，1961年6月改为下应公社、潘火公社，属邱隘区，1983年6月改为下应乡、潘火乡，1992年5月下应乡、潘火乡合并为下应镇，2003年5月撤镇设立下应街道，划出顾家、林家、六村、里段、外段、大河沿6个村（所在区域建宁波高教园区，村民和村委会迁入东裕新村，属东裕社区）给钟公庙街道，2008年3月东裕、东城2个杜区，蔡家漕、孙马、潘一3个村划入中河街道:39、220:10，2012年7月以鄞县大道为界，以北区域设立潘火街道，以南仍为下应街道。

## 行政区划
下应街道下辖以下地区：。
东兴社区、天宫社区、景湖社区、海创社区、洋江水岸社区、银桂社区、君睿社区、文汇社区、河东村、湾底村